# Juan Manuel Molina
Juan Manuel Molina (ur. 15 marca 1979 w Cieza) – hiszpański chodziarz. W 2002 roku na mistrzostwach europy zdobył brązowy medal. W 2005 roku na letniej Uniwersjadzie w Izmirze zdobył złoty medal. W 2005 roku zdobył srebro a w 2009 roku brąz podczas Igrzysk Śródziemnomorskich. Jest także brązowym medalistą mistrzostw świata z Helsinek.

## Osiągnięcia[1]
- złoto młodzieżowych mistrzostw Europy (Amsterdam 2001)
- brązowy medal mistrzostw Europy (Monachium 2002)
- 5. miejsce podczas igrzysk olimpijskich (Ateny 2004)
- srebro igrzysk śródziemnomorskich (Almería 2005)
- brąz mistrzostw świata (Helsinki 2005)
- złoty medal Uniwersjady (Izmir 2005)
- brąz igrzysk śródziemnomorskich (Pescara 2009)
- 8. miejsce podczas mistrzostw Europy (Barcelona 2010)

## Rekordy życiowe
- Chód na 20 kilometrów – 1:19:19 (2008)